# Souleyman Doumbia
Souleyman Doumbia (Parijs, 24 september 1996) is een Ivoriaans voetballer die doorgaans als linksback speelt. Hij staat anno 2020 onder contract bij Angers, dat hem overnam van Stade Rennais.

## Clubcarrière
Souleyman Doumbia werd opgeleid bij Paris Saint-Germain. Het eerste elftal bereikte hij echter niet, hij speelde alleen wedstrijden in het tweede elftal. In de zomer van 2016 maakte hij een transfer naar Italië. Daar ging hij spelen voor AS Bari. Op 22 oktober 2016 maakte Doumbia zijn debuut voor Bari in de wedstrijd tegen Trapani (3-0 voor Bari). Op 31 januari 2017 werd bekend dat hij voor de rest van het seizoen werd uitgeleend aan Vicenza. In het seizoen 2017/18 werd Doumbia verhuurd aan Grasshoppers. In de zomer van 2018 werd hij definitief overgenomen door de club uit Zürich. In januari 2018 maakte Doumbia de overstap terug naar Frankrijk, waar hij ging spelen voor Stade Rennais. Na een verhuurperiode bij Angers in 2020 verkaste hij in de zomer van dat jaar definitief naar die club.

## Interlandcarrière
Doumbia is geboren in Frankrijk, maar zijn ouders zij van Ivoriaanse afkomst. Daarom speelt hij zijn interlands voor Ivoorkust. Doumbia werd voor het eerst opgeroepen voor Ivoorkust onder 20 tijdens het Toulon Espoirs-toernooi in 2015. In 2019 maakte hij zijn debuut voor het Ivoriaans voetbalelftal in een vriendschappelijke wedstrijd tegen Oeganda.

## Erelijst
| Coupe de France | 1x | 2018/19 |

1 Bernardoni ·
3 Doumbia ·
4 Pavlović ·
5 Mangani ·
6 Ebosse ·
7 Alioui ·
8 Traoré  ·
9 Diony ·
10 Fulgini ·
11 Cabot ·
12 Ould Khaled ·
13 Boufal ·
14 Coulibaly ·
15 Capelle ·
16 Butelle ·
18 Amadou ·
19 Bahoken ·
20 Thioub ·
21 Cho ·
23 Bobichon ·
24 Thomas ·
25 Bamba ·
27 Pereira Lage ·
28 El Melali ·
29 Manceau ·
30 Petković ·
31 Pape Diaw ·
32 Touré ·
37 Bemanga ·
Loucif ·
Coach: Moulin